# Dichelostemma
Dichelostemma (Dichelostemma Kunth) – rodzaj roślin z rodziny szparagowatych, obejmujący cztery gatunki, występujące w południowo-zachodniej Ameryce Północnej, na terenie Meksyku i Stanów Zjednoczonych.
Nazwa naukowa rodzaju pochodzi od greckich słów δίχηλος (dichelos – rozszczepione kopyto) i στέμμα (stemma – korona). Odnosi się do dwudzielnych wyrostków obecnych na listkach okwiatu, przypominających koronę. 

## Morfologia

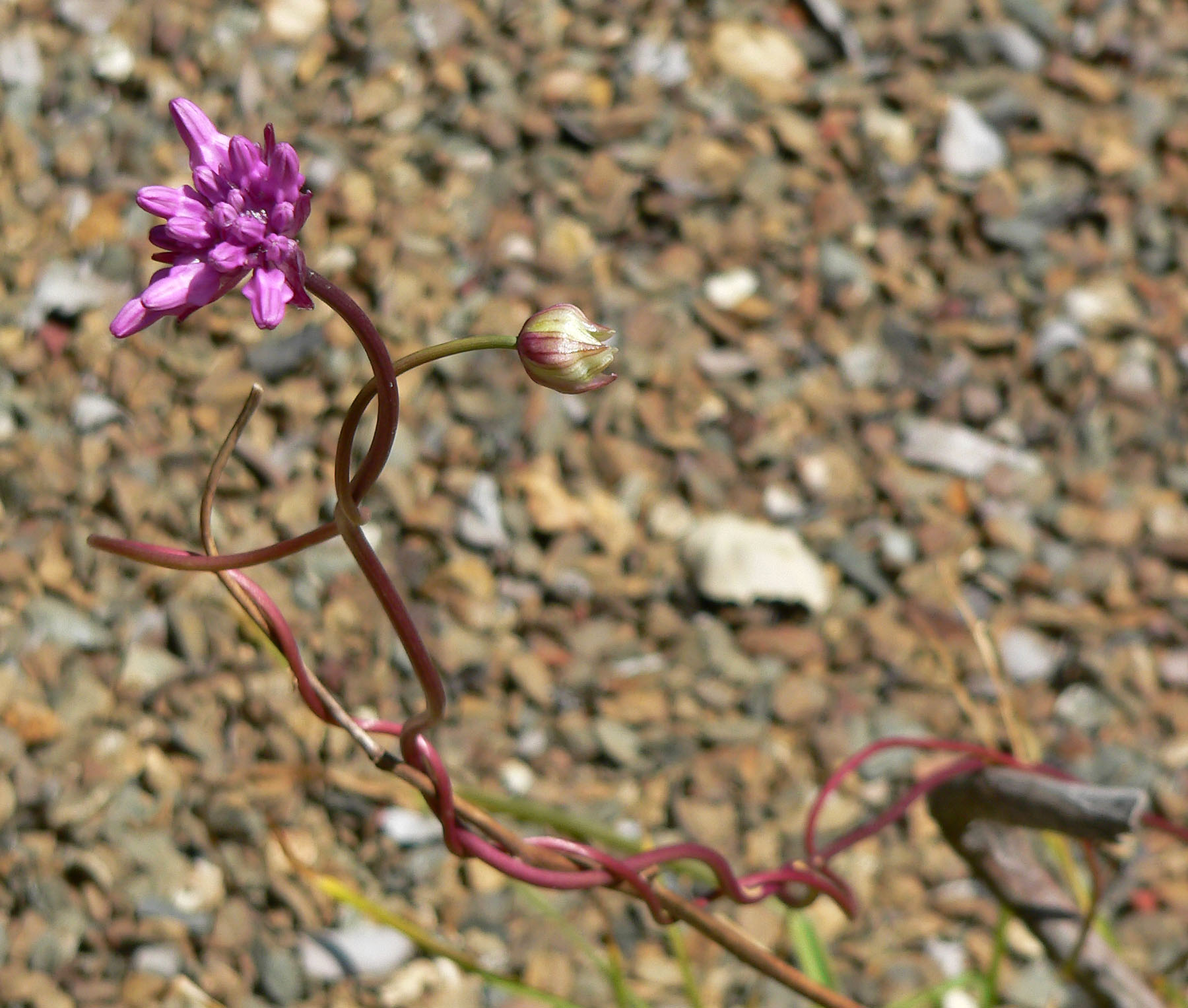
Skręcony głąbik Dichelostemma volubile

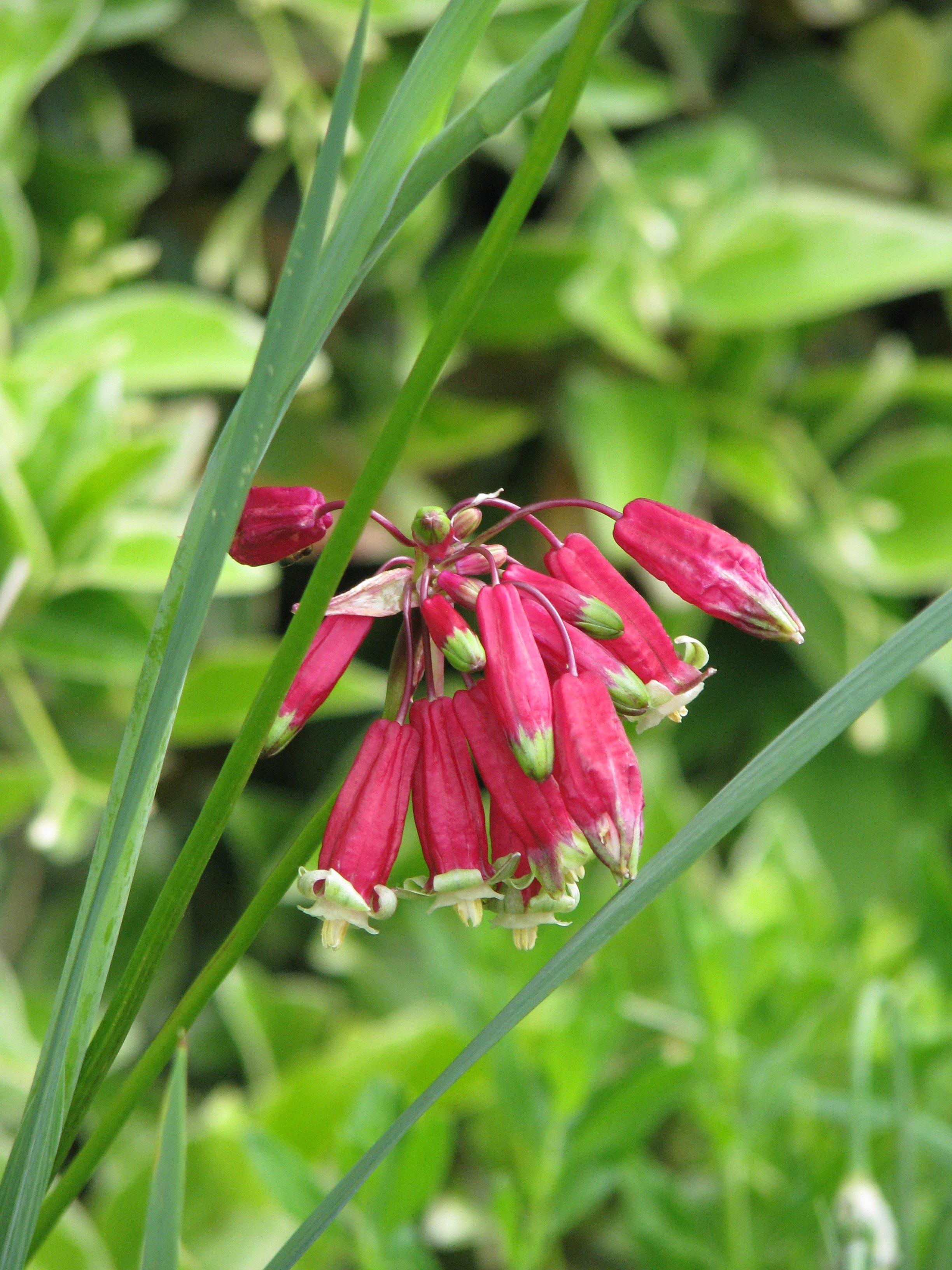
Kwiaty Dichelostemma ida-maia

PokrójWieloletnie rośliny zielne.
PędPodziemna bulwocebula, pokryta włóknistą okrywą.
LiścieOd jednego do pięciu liści odziomkowych, wąskolancetowatych, całobrzegich, kanalikowatych, zwykle grzbietowo z podłużnym wyrostkiem.
KwiatyZebrane od 2 do 20 w gęsty, baldachowaty lub groniasty kwiatostan, który wyrasta na słabym, wygiętym do skręconego (D. volubile), okrągłym na przekroju głąbiku. Kwiatostan wsparty jest 2–4 papierzastymi podsadkami. Szypułki wzniesione lub pogięte, zagięte poniżej okwiatu, zwykle krótsze od niego. Okwiat sześciolistkowy, wyraźnie zrośnięty proksymalnie w cylindryczną, jajowatą lub dzwonkowatą, rzadziej kulistą lub urnowatą rurkę, o długości poniżej 1 cm (jedynie u D. ida-maia powyżej 2 cm), dystalnie wolne. U D. ida-maia rurka jest koloru czerwonego, w wolny brzeg okwiatu jest żółto-zielony. U pozostałych gatunków okwiat jest jednobarwny, różowy do niebieskawofioletowego, rzadziej biały. W miejscu przejścia rurki w wolne listki okwiatu obecne są przydatki, pochylone w kierunku pręcikowia lub odchylone od niego, tworzące twór przypominający koronę. U D. congestum przydatki są silnie dwudzielne. Trzy pręciki są nadległe listkom okwiatu, a ich nitki są całkowicie do nich przylegające. Nitki od nasady główek wnikają między pylniki w postaci łącznika. Pylniki położone są blisko słupka. U D. volubile obecne są prątniczki. Zalążnia górna, zbudowana z trzech owocolistków, siedząca lub krótkoszypułkowa, trójkomorowa. Szyjka słupka pojedyncza, zakończona słabo trójklapowanym znamieniem.
OwoceZwykle jajowata, trójkanciasta, pękająca torebka, zawierające czarne, ostrokanciaste nasiona o skorupiastej łupinie.

## Systematyka

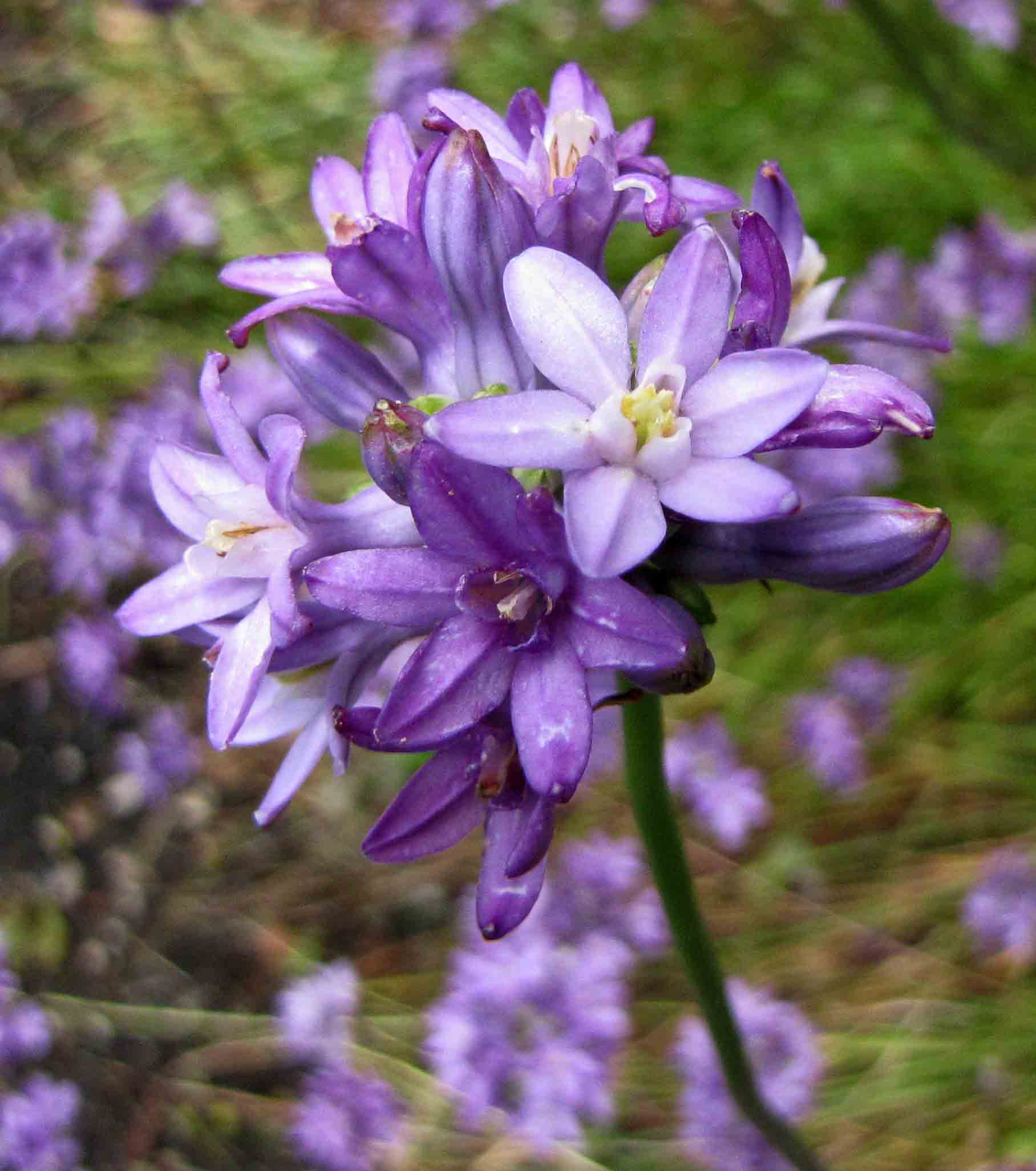
Kwiaty Dichelostemma multiflorum

Pozycja systematycznaRodzaj z podrodziny Brodiaeoideae z rodziny szparagowatych Asparagaceae.
Ujęcie historyczneW systemie Takhtajana z 1997 r. zaliczany do plemienia Brodieae w podrodzinie czosnkowych w rodzinie czosnkowatych (Alliaceeae). W systemie Kubitzkiego zaliczony do rodziny Themidaceae.
Wykaz gatunków
- Dichelostemma congestum (Sm.) Kunth – dichelostemma ściśnięta[5]
- Dichelostemma ida-maia (Alph.Wood) Greene
- Dichelostemma multiflorum (Benth.) A.Heller
- Dichelostemma volubile (Kellogg) A.Heller

## Zastosowanie
Rośliny leczniczeBulwocebule D. multiflorum zawierają pięć saponin sterydowych o działaniu inhibującym fosfodiestarazy, o potencjalnym wykorzystaniu lecznicznym.